# تلمبه محمودآباد بنی‌اسدی
تلمبه محمودآباد بنی‌اسدی یک منطقهٔ مسکونی در ایران است که در دهستان گلستان (سیرجان) واقع شده‌است.